# Miguel Ángel Benito
Miguel Ángel Benito Díez (León, 21 september 1993) is een Spaans wielrenner die anno 2018 rijdt voor Caja Rural-Seguros RGA.

## Carrière
Vanaf augustus 2014 liep Benito stage bij Caja Rural-Seguros RGA. Namens die ploeg nam hij deel aan onder meer de Ronde van de Drie Valleien. Daarnaast werd hij dat seizoen achttiende op het beloftenwereldkampioenschap op de weg. Zijn stagecontract werd voor het seizoen 2015 gevolgd door een profcontract. Zijn profdebuut maakte hij in de GP La Marseillaise, waar hij op plek 123 eindigde. In de derde etappe van de Ronde van Burgos kwam Benito dicht bij zijn eerste UCI-overwinning, maar moest in een sprint met vier zijn meerdere erkennen in Vladimir Isajtsjev en Matteo Busato.
In 2017 werd Benito achtste in het eindklassement van de Colorado Classic.

## Resultaten in voornaamste wedstrijden
| Jaar | Ronde van Italië | Ronde van Frankrijk | Ronde van Spanje |
| ---- | ---------------- | ------------------- | ---------------- |
| 2015 |                  |                     |                  |

| Jaar | Clásica San Sebastián |
| ---- | --------------------- |
| 2015 | 91e                   |

## Ploegen
- 2014 –  Caja Rural-Seguros RGA (stagiair vanaf 1-8)
- 2015 –  Caja Rural-Seguros RGA
- 2016 –  Caja Rural-Seguros RGA
- 2017 –  Caja Rural-Seguros RGA
- 2018 –  Caja Rural-Seguros RGA

Aramendia · Arroyo · Barbero · Benito · Bilbao · Carthy · Ferrari · Fraile · Gonçalves · Grijalba · Lasca · Madrazo · Mas · Molina · Pardilla · Parra · Prades · Sáez · Txurruka · Vilela · Jiménez (stagiair) · Murphy (stagiair) · Rosón (stagiair)
Aramendia · Arroyo · Barbero · Benito · Bilbao · Carthy · Ferrari · Gallego · D. Gonçalves · J. Gonçalves · Lastra · Madrazo · Mas · Molina · Pardilla · Prades · Rosón · Rubio · Sáez · Vilela · Azkarate (stagiair) · Irisarri (stagiair) · Zabala (stagiair)
Aranburu · Arroyo · Benito · Butler · Celano · Ferrari · Irisarri · Lastra · Mas · Molina · Oien · Page · Pardilla · Prades · Reis · Rosón · Rubio · Sáez · Schultz · Trofimov · Zabala · Pelegrí (stagiair) · Serrano (stagiair) · Sola (stagiair)
Amezqueta · Aranburu · Benito · Celano · Cuadros · Ferrari · Irisarri · Lastra · Mas · Molina · Moreira · Oien · Pardilla · Reis · Rodríguez · Schultz · Serrano · Silva · Soto · Yssaad · Zabala